# طاد (تفرش)
طاد (تفرش)، روستایی از توابع بخش مرکزی شهرستان تفرش در استان مرکزی ایران است.
روستای تا یا طاد مربوط به دوران‌های تاریخی پس از اسلام است و در شهرستان تفرش، بخش مرکزی، دهستان بازرجان، روستای طاد واقع شده و این اثر در تاریخ ۱۸ اسفند ۱۳۸۷ با شمارهٔ ثبت ۲۵۰۰۰ به‌عنوان یکی از آثار ملی ایران به ثبت رسیده است.

## جمعیت
این روستا در دهستان بازرجان قرار دارد و براساس سرشماری مرکز آمار ایران در سال ۱۳۸۵، جمعیت آن 228 نفر (۳۲خانوار) بوده‌است.